# Andrei Girotto
Andrei Girotto, né le 17 février 1992 à Bento Gonçalves, est un footballeur brésilien jouant au poste de milieu défensif ou défenseur central à Al-Taawoun FC.

## Biographie

### Brésil et Japon
Andrei Girotto commence sa carrière professionnelle en deuxième division brésilienne, à l'América FC. En deux saisons, il y dispute 64 matchs en D2 pour neuf buts. Il joue ensuite en première division à Palmeiras. Avec Palmeiras, il joue 12 matchs au sein du Brasiliero, pour un but.
Il quitte finalement son pays natal en début d'année 2016 pour signer au Japon avec le Kyoto Sanga, le championnat s'y déroulant sur l'année civile. Il y participe à 37 matchs de deuxième division japonaise, pour cinq buts.
Le 4 janvier 2017, il signe avec le Chapecoense, pour une saison. Avec cette équipe, il joue 16 matchs en première division, inscrivant un but, et participe aux compétitions continentales (Copa Libertadores, Copa Sudamericana et Recopa Sudamericana), prenant part en 6 mois à plus d'une quarantaine de matchs toutes compétitions confondues avant de rallier l'Europe.

### FC Nantes
Le 12 août 2017, il signe un contrat de 4 ans en faveur du FC Nantes. Il y pallie notamment le départ de Guillaume Gillet vers l'Olympiakos. Claudio Ranieri se satisfait de son arrivée, appréciant son profil plus défensif que le belge, le définissant comme une pure sentinelle. À la suite de la blessure de Valentin Rongier, il débute sous ses nouvelles couleurs dès le 19 août, en déplacement à Troyes (victoire 0-1). Le 16 septembre, il offre la victoire aux siens lors de la réception du SM Caen (1-0), d'une frappe de 30 mètres. À la suite de l'éclosion d'Abdoulaye Touré, le retour de blessure de Rongier et la montée en régime de Rene Krhin, il perd sa place au milieu du terrain, ne participant qu'à une rencontre lors du mois d'octobre, en seizièmes de finale de Coupe de la Ligue à Tours (défaite 3-1).
L'arrivée de Vahid Halilhodžić sur le banc des canaris lui permet de retrouver du temps de jeu. Mais au cours de la saison 2018-2019, il est exclu trois fois en vingt matchs, plus que tout autre joueur de Ligue 1. Il est dès lors souvent critiqué par les supporters canaris, et considère cette période comme la plus difficile de sa carrière.
Lors de l'arrivée de Christian Gourcuff pour la saison 2019-2020, il est replacé en défense centrale aux côtés de Nicolas Pallois, et réalise de très belles performances qui lui permettent de figurer dans l'équipe type de la 5ème journée de Ligue 1 après le match contre Reims le 15 septembre. Après 5 matchs consécutifs sans encaisser de buts à la Beaujoire, Gourcuff déclare que s'il continue à jouer comme ça, Girotto serait appelé en sélection brésilienne.

### Arabie saoudite
Le 6 août 2023, Girotto a rejoint le club de la Saudi Pro League, Al-Taawoun, avec un contrat de deux ans,.

## Statistiques
| Saison                | Club                   | Championnat           | Championnat | Championnat | Championnat | Coupe(s) nationale(s) | Coupe(s) nationale(s) | Coupe(s) nationale(s) | Compétition(s) continentale(s) | Compétition(s) continentale(s) | Compétition(s) continentale(s) | Compétition(s) continentale(s) | Ligue régionale | Ligue régionale | Ligue régionale | Total | Total | Total |
| Saison                | Club                   | Division              | M.          | B.          | P.d.        | M.                    | B.                    | P.d.                  | Comp.                          | M.                             | B.                             | P.d.                           | M.              | B.              | P.d.            | M.    | B.    | P.d.  |
| 2012                  | Metropolitano          | Série D               | 2           | 0           | 0           | -                     | -                     | -                     | -                              | -                              | -                              | -                              | 15              | 1               | 0               | 17    | 1     | 0     |
| 2013                  | Metropolitano          | Série D               | -           | -           | -           | -                     | -                     | -                     | -                              | -                              | -                              | -                              | 16              | 1               | 0               | 16    | 1     | 0     |
| 2013                  | América Mineiro (prêt) | Série B               | 30          | 4           | 1           | 2                     | 0                     | 0                     | -                              | -                              | -                              | -                              | -               | -               | -               | 32    | 4     | 1     |
| 2014                  | América Mineiro (prêt) | Série B               | 34          | 5           | 1           | 3                     | 0                     | 0                     | -                              | -                              | -                              | -                              | 11              | 0               | 0               | 48    | 5     | 1     |
| 2015                  | Palmeiras (prêt)       | Série A               | 12          | 1           | 0           | 6                     | 1                     | 0                     | -                              | -                              | -                              | -                              | -               | -               | -               | 18    | 2     | 0     |
| 2016                  | Kyoto Sanga (prêt)     | J1 League             | 37          | 5           | 4           | -                     | -                     | -                     | -                              | -                              | -                              | -                              | -               | -               | -               | 37    | 5     | 4     |
| 2017                  | Chapecoense (prêt)     | Série A               | 17          | 1           | 1           | 2                     | 0                     | 0                     | C1                             | 6                              | 1                              | 0                              | 17              | 4               | 0               | 42    | 6     | 1     |
| Sous-total            | Sous-total             | Sous-total            | 132         | 16          | 7           | 13                    | 1                     | 0                     | -                              | 6                              | 1                              | 0                              | 59              | 6               | 0               | 210   | 24    | 7     |
| 2017-2018             | FC Nantes              | Ligue 1               | 25          | 1           | 1           | 2                     | 0                     | 1                     | -                              | -                              | -                              | -                              | -               | -               | -               | 27    | 1     | 2     |
| 2018-2019             | FC Nantes              | Ligue 1               | 20          | 2           | 0           | 5                     | 0                     | 0                     | -                              | -                              | -                              | -                              | -               | -               | -               | 25    | 2     | 0     |
| 2019-2020             | FC Nantes              | Ligue 1               | 25          | 1           | 0           | 3                     | 0                     | 0                     | -                              | -                              | -                              | -                              | -               | -               | -               | 28    | 1     | 0     |
| 2020-2021             | FC Nantes              | Ligue 1               | 34          | 1           | 1           | 2                     | 0                     | 0                     | -                              | -                              | -                              | -                              | -               | -               | -               | 36    | 1     | 1     |
| 2021-2022             | FC Nantes              | Ligue 1               | 36          | 6           | 1           | 5                     | 0                     | 0                     | -                              | -                              | -                              | -                              | -               | -               | -               | 41    | 6     | 1     |
| 2022-2023             | FC Nantes              | Ligue 1               | 36          | 1           | 1           | 5                     | 0                     | 0                     | C3                             | 7                              | 0                              | 0                              | -               | -               | -               | 48    | 1     | 1     |
| Sous-total            | Sous-total             | Sous-total            | 176         | 12          | 4           | 22                    | 0                     | 1                     | -                              | 7                              | 0                              | 0                              | 0               | 0               | 0               | 205   | 12    | 5     |
| 2023-2024             | Al-Taawoun             | Pro League            | 27          | 3           | 0           | 3                     | 0                     | 0                     | -                              | -                              | -                              | -                              | -               | -               | -               | 30    | 3     | 0     |
| Total sur la carrière | Total sur la carrière  | Total sur la carrière | 335         | 31          | 11          | 38                    | 1                     | 1                     | -                              | 13                             | 1                              | 0                              | 59              | 6               | 0               | 445   | 39    | 12    |

## Palmarès
SE Palmeiras
- Vainqueur de la Coupe du Brésil en 2015.

 Chapecoense
- Vainqueur du championnat de Santa Catarina en 2017
- Finaliste de la Recopa Sudamericana en 2017

 FC Nantes
- Vainqueur de la Coupe de France en 2022
- Finaliste de la Coupe de France en 2023
- Finaliste du Trophée des champions en 2022